# Höträsket (Sävars socken, Västerbotten, 711142-173089)
Höträsket är en våtmark, tidigare sjö i Umeå kommun i Västerbotten och ingår i Sävaråns huvudavrinningsområde. Sjön har en area på 1,04 kvadratkilometer och ligger 63 meter över havet. Sjön avvattnas av vattendraget Pålböleån.

## Delavrinningsområde
Höträsket ingår i det delavrinningsområde (711267-173083) som SMHI kallar för Utloppet av Höträsket. Medelhöjden är 73 meter över havet och ytan är 8 kvadratkilometer. Räknas de 3 avrinningsområdena uppströms in blir den ackumulerade arean 98,06 kvadratkilometer. Pålböleån som avvattnar avrinningsområdet har biflödesordning 2, vilket innebär att vattnet flödar genom totalt 2 vattendrag innan det når havet efter 30 kilometer. Avrinningsområdet består mestadels av skog (56 procent) och sankmarker (23 procent). Avrinningsområdet har 1,03 kvadratkilometer vattenytor vilket ger det en sjöprocent på 12,9 procent.